# وعلان سبخي
وعلان سبخي (الاسم العلمي:Commelina paludosa) هو نوع من النباتات يتبع جنس الوعلان من الفصيلة الوعلانية.